# Arktiska rådet

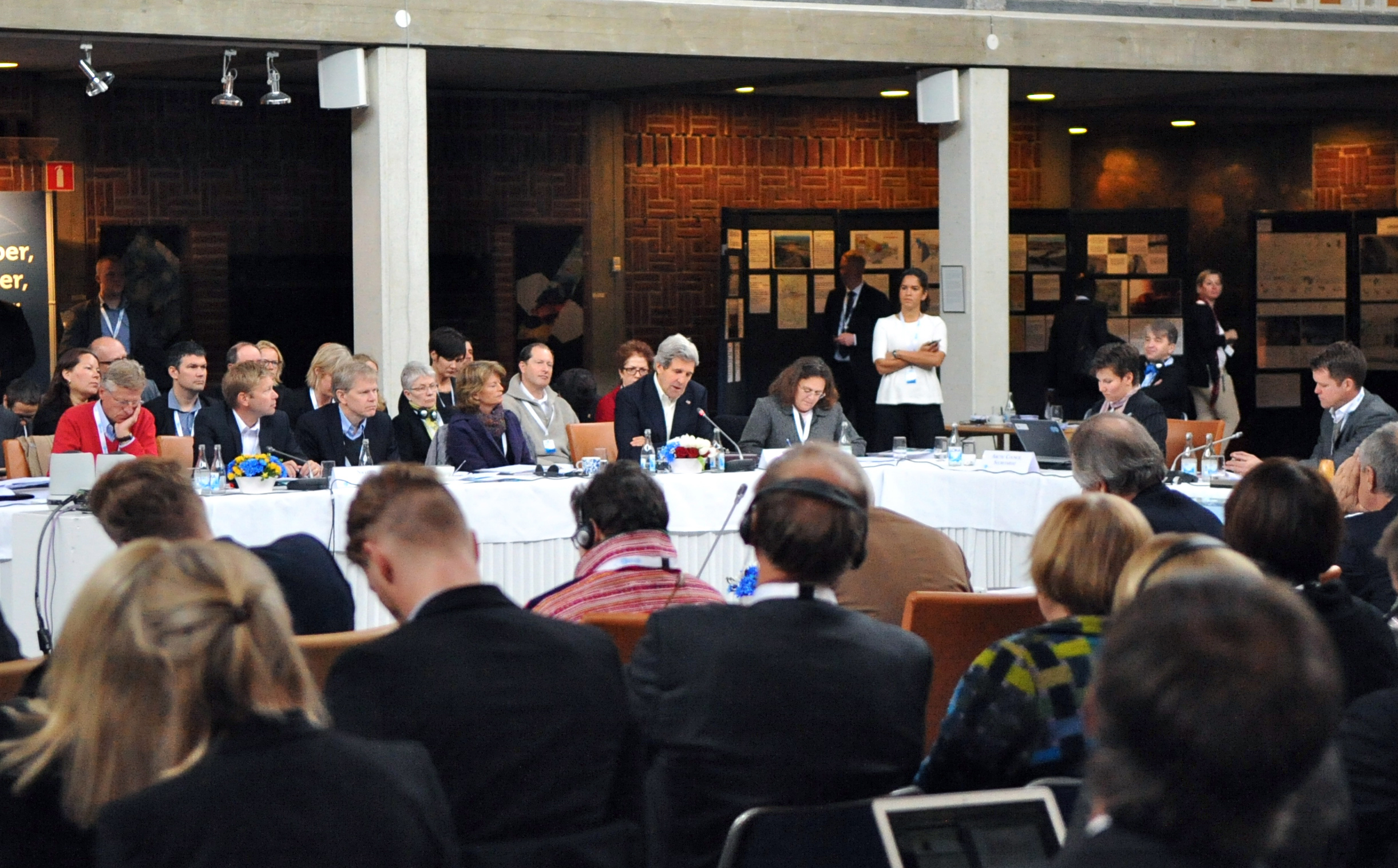
USA:s utrikesminister John Kerry håller tal under mötet i Kiruna 2013

Arktiska rådet (Arctic Council) är ett internationellt forum för samarbete mellan regeringarna i de åtta arktiska länderna och sex organisationer för ursprungsfolk. Verksamheten är inriktad på skydd av den arktiska miljön, hållbar utveckling och förbättring av de arktiska invånarnas ekonomiska, sociala och kulturella välstånd.

## Historia
Rådet har sitt ursprung i Arctic Environmental Protection Strategy (AEPS, även kallad Rovaniemiprocessen), som signerades av länderna på finskt initiativ år 1991. Arktiska rådet bildades på basis av 1996 års Ottawadeklaration. 

## Administration

### Verksamhet och möten
Ordförandeskapet roterar mellan de åtta arktiska staterna vartannat år. Senast Sverige var ordförandeland var under perioden 2011–2013. I slutet av varje ordförandeperiod möts rådet – med närvaro av utrikesministrarna – i en arktisk stad.  
Mellan dessa möten leds verksamheten av en ämbetsmannakommitté (Senior Arctic Officials, SAO) bestående av representanter för de åtta arktiska staterna och de sex ursprungsfolken (Senior Arctic Officials och permanent participants).  

#### Platser för ministermöten
- 1998  Iqaluit, Kanada
- 2000  Barrow, USA
- 2002  Enare, Finland
- 2004  Reykjavik, Island
- 2006  Salechard, Ryssland
- 2009  Tromsø, Norge
- 2011  Nuuk, Grönland
- 2013  Kiruna, Sverige
- 2015  Iqaluit, Kanada
- 2017  Fairbanks, USA
- 2019  Rovaniemi, Finland
- 2021 Reykjavik, Island

### Sekretariatet
Inledningsvis fick ordförandelandet även ansvar för rådets sekretariat. Från 2007 till 2013 sköttes det av Norska Polarinstitutet. Ett permanent sekretariat upprättades 2013 i Tromsø i Norge. Dess förste ordförande är Magnús Jóhannesson, Island.

#### Arbetsgrupper
Verksamheten bedrivs i sex arbetsgrupper som bemannas på expertnivå av fackdepartement, myndigheter och forskare. Arbetsgrupperna är: 
- Arctic Monitoring and Assessment Programme, AMAP
- Conservation of Arctic Flora and Fauna, CAFF
- Protection of Arctic Marine Environment, PAME
- Emergency Prevention, Protection and Response, EPPR
- Sustainable Development Working Group, SDWG
- Arctic Council Action Plan, ACAP

- Dessutom finns fyra program:
- Arctic Biodiversity Assessment
- Circumpolar Biodiversity Monitoring Program
- Arctic Climate Impact Assessment (ACIA)
- Arctic Human Development Report

## Medlemmar

### Medlemsstater
(Inom parentes vilka år länderna varit ordförandeland)
- Danmark (2009–2011) – representerar även Färöarna och Grönland
- Finland  (2000–2002, 2017–2019)
- Island  (2002–2004, 2019–2021)
- Norge  (2006–2009, 2023–2025)
- Sverige  (2011–2013)
- Kanada  (1996–1998, 2013–2015)
- Ryssland  (2004–2006, 2021–2023)
- USA  (1998–2000, 2015–2017)

### Ursprungsfolk
(Med status som permanenta deltagare)
- Aleut International Association, en organisation för det aleutiska folket i Ryssland och USA
- Arctic Athabaskan Council, en organisation för athabasker i USA och Kanada
- Gwich’in Council International, en organisation för gwich'in i Kanada och USA
- Inuit Circumpolar Council, en organisation för inuiter på Grönland och i Kanada, USA och Ryssland
- Rysslands organisation för ursprungsbefolkningar i norr, vilken representerar 41 ryska ursprungsfolk
- Samerådet

### Icke-statliga organisationer
- FN:s miljöprogram
- FN:s utvecklingsprogram
- International Arctic Social Sciences Association (IASSA)
- Internationella Naturvårdsunionen
- Röda Korset
- Nordiska Rådet
- The Northern Forum
- University of the Arctic (Arctic)
- Världsnaturfonden

### Länder med observatörsstatus
Frankrike, Indien, Italien, Japan, Kina (2013), Nederländerna, Polen, Singapore, Spanien, Storbritannien, Sydkorea, Tyskland

### Länder med särskild observatörsstatus
EU, Turkiet